# Јелена Жигон
Јелена Жигон (девојачко Јовановић; Београд, 3. новембар 1933 — Београд, 10. април 2018) била је српска и југословенска глумица. Њен супруг је био глумац Стево Жигон, а деца глумица Ивана Жигон и сликар Никола Жигон.

## Биографија
Рођена је 3. новембра 1933. године у Београду. Током своје каријере глумила је у великом броју филмова и телевизијских серија. Прву улогу остварила је 1950. године у филму Општинско дете. Значајне улоге имала је у филмовима Жикина династија, Обрачун, Јутро, Први грађанин мале вароши и у многим другим. Већу популарност стекла је улогом Јелене Тодоровић у Жикиној династији.
Њен супруг био је глумац Стево Жигон, кога је упознала са својих 17 година. Са ћерком Иваном Жигон, која је такође глумица, основала је 2004. године ансамбл Косовски божури. Током своје каријере драматизовала је поезију Душана Костића, Десанке Максимовић, Драгана Колунџије, радећи и сценарио сценско-музичке поеме о Симониди која се изводила у Народном позоришту у Београду.
Преминула је 10. априла 2018. године у Београду, после краће болести. Сахрањена је на Новом гробљу у Београду.

## Награде и признања
- Награда Златни прстен за најбољу глумицу (1961)
- Златни беочуг
- Орден Његоша првог степена, за бригу о рањеницима, Република Српска
- Медаља Његоша од митрополита црногорско-приморског Амфилохија Радовића, за племенитост, Црна Гора
- Плакета Југословенске кинотеке за изузетан допринос филму (2006)
- Почасни грађанин Александровца (2017)
- Награда за животно дело „Сергеј Бондарчук“, Русија (2018)

## Филмографија
|                   | 1950▼ | 1960▼ | 1970▼ | 1980▼ | 1990▼ | 2000▼ | 2010▼ | Укупно |
| ----------------- | ----- | ----- | ----- | ----- | ----- | ----- | ----- | ------ |
| Дугометражни филм | 2     | 19    | 5     | 13    | 6     | 0     | 1     | 46     |
| ТВ филм           | 0     | 2     | 5     | 0     | 0     | 1     | 0     | 8      |
| ТВ серија         | 0     | 0     | 5     | 1     | 2     | 1     | 2     | 11     |
| ТВ мини серија    | 0     | 0     | 2     | 0     | 0     | 0     | 0     | 2      |
| Кратки филм       | 0     | 0     | 0     | 0     | 0     | 0     | 1     | 1      |
| Укупно            | 2     | 21    | 17    | 14    | 8     | 2     | 4     | 68     |

| Год.     | Назив                                            | Улога                                 |
| -------- | ------------------------------------------------ | ------------------------------------- |
| 1950. е▲ |                                                  |                                       |
| 1953.    | Општинско дете                                   |                                       |
| 1957.    | Вратићу се                                       | Сведок на суду (као Јелена Јовановић) |
| 1960. е  |                                                  |                                       |
| 1960.    | Дилижанса снова                                  | Циганка                               |
| 1960.    | После биоскопа                                   |                                       |
| 1960.    | Љубав и мода                                     | Вера                                  |
| 1961.    | Први грађанин мале вароши                        | Катарина Илић                         |
| 1961.    | Пустолов пред вратима                            | глумчева зена                         |
| 1961.    | Судар на паралелама                              | Супруга                               |
| 1962.    | Обрачун                                          | Азира                                 |
| 1962.    | Звиждук у осам                                   | Позната глумица                       |
| 1963.    | Мушкарци                                         |                                       |
| 1963.    | Две ноћи у једном дану                           |                                       |
| 1965.    | Инспектор                                        |                                       |
| 1965.    | Le Soldatesse                                    |                                       |
| 1965.    | Лавиринт смрти                                   |                                       |
| 1966.    | Kommissar X - In den Klauen des goldenen Drachen |                                       |
| 1967.    | Er ging allein                                   | Жанет Месемер                         |
| 1967.    | Дивље семе                                       |                                       |
| 1967.    | Јутро                                            | Ружа                                  |
| 1967.    | Fantastici tre supermen                          |                                       |
| 1968.    | Брат доктора Хомера                              | Вера                                  |
| 1969.    | Моја страна света                                | (као Јелена Јовановић-Жигон)          |
| 1969.    | Република у пламену                              |                                       |
| 1970. е▲ |                                                  |                                       |
| 1971.    | Клопка за генерала                               | Вера                                  |
| 1973.    | Једанаеста најтежа година                        |                                       |
| 1973.    | Последњи                                         |                                       |
| 1973.    | Јунак мог детињства (ТВ мини серија)             |                                       |
| 1973.    | Опасни сусрети                                   |                                       |
| 1975.    | Доктор Младен                                    | Анђа                                  |
| 1975.    | Promised Woman                                   | Антигона                              |
| 1976.    | У бањи једног дана                               |                                       |
| 1976.    | Грлом у јагоде                                   | Мама Лола                             |
| 1977.    | The Picture Show Man                             | Madame Cavalli                        |
| 1977.    | Више од игре                                     | Сеја Шљивић                           |
| 1978.    | Љубав у једанаестој                              |                                       |
| 1978.    | Луде године                                      | Јелена Тодоровић                      |
| 1979.    | Дјетињство младости (ТВ серија)                  |                                       |
| 1979.    | Сећам се                                         |                                       |
| 1979.    | Ланци                                            |                                       |
| 1980. е▲ |                                                  |                                       |
| 1980.    | Дошло доба да се љубав проба                     | Јелена Тодоровић                      |
| 1980.    | Врућ ветар                                       | Бошковићева секретарица               |
| 1981.    | Љуби, љуби, ал' главу не губи                    | Јелена Тодоровић                      |
| 1983.    | Какав деда, такав унук                           | Јелена Тодоровић                      |
| 1983.    | Тимочка буна                                     |                                       |
| 1983.    | Иди ми, дођи ми                                  | Јелена Тодоровић                      |
| 1984.    | Шта се згоди кад се љубав роди                   | Јелена Тодоровић                      |
| 1985.    | Жикина династија                                 | Јелена Тодоровић                      |
| 1985.    | Ћао инспекторе                                   | начелникова жена                      |
| 1986.    | Друга Жикина династија                           | Јелена Тодоровић                      |
| 1986.    | Протестни албум                                  | амбасадорова супруга                  |
| 1987.    | Луталица                                         | Ђина                                  |
| 1987.    | Бекство из Собибора                              | Шломова мајка                         |
| 1988.    | Сулуде године                                    | Јелена Тодоровић                      |
| 1989.    | Последњи круг у Монци                            | Николина мајка                        |
| 1990. е▲ |                                                  |                                       |
| 1992.    | Жикина женидба                                   | Јелена Тодоровић                      |
| 1994.    | Рођен као ратник                                 |                                       |
| 1994.    | Полицајац са Петловог брда (ТВ серија из 1994)   | Маринина мајка                        |
| 1995.    | Пакет аранжман                                   | Даркова мајка                         |
| 1995.    | Крај династије Обреновић                         | госпођа Новаковић                     |
| 1997.    | Птице које не полете                             | Учитељица                             |
| 1997.    | The Dark Side of the Sun                         |                                       |
| 1999.    | Куд плови овај брод                              |                                       |
| 1999.    | Пропутовање                                      | Марија                                |
| 2000. е▲ |                                                  |                                       |
| 2006.    | Европесма - Европјесма 2006                      | Хостеса (као Јелена Јовановић)        |
| 2006.    | Сељаци                                           | Апотекарица                           |
| 2010. е▲ |                                                  |                                       |
| 2011.    | Милун(ка)                                        | Милунка Савић                         |
| 2012.    | Смешно ћоше код Ђоше (ТВ Серија)                 | Цврле                                 |
| 2014.    | Равна гора (ТВ серија)                           | Лујза Мишић                           |
| 2015.    | За краља и отаџбину                              | Лујза Мишић                           |